# Arribisme
L'arribisme és una característica negativa que apareix en el ser humà a causa de les diferències socials que existeixen dins de la societat.
Aquest tret de personalitat causa el rebuig dels seus iguals, a causa de la negació de les seves arrels o al mateix temps tampoc s'és acceptat pel cercle social al qual es vol pertànyer, cosa que origina una gran frustració i enveja per part de qui posseeix aquesta característica.
No té res a veure amb el natural i sa desig de progressar en la vida, perquè l'arribista busca accedir a una classe superior sense que li importin els mitjans que calguin per a assolir la seva felicitat, que es basa en estatus i béns materials.
La persona arribista exhaureix totes les instàncies per a assolir els seus objectius predeterminats i utilitza mitjans poc ètics per tal d'obtenir el que vol a la vida, i és insaciable en la seva set de poder.

## Etimologia
La paraula arribisme prové del comportament habitual de l'arribista, deriva del francès “arriviste”, que es refereix una persona que progressa en la vida per mitjans ràpids i sense escrúpols. La paraula "arriviste" està formada a partir del verb “arriver” (arribar).